# Club Deportivo Atlético Huila (femminile)
Il Club Deportivo Atlético Huila è la sezione femminile dell'omonima società calcistica colombiana con sede a Neiva. Nel 2018 ha conquistato la Coppa Libertadores.

## Palmarès

### Competizioni nazionali
- Campionato colombiano femminile: 1

2018

### Competizioni Internazionali
- Coppa Libertadores: 1

2018